# Toyokazu Nomura
Toyokazu Nomura, född den 14 juli 1949 i Kuryu, Japan, är en japansk judoutövare.
Han tog OS-guld i herrarnas halv mellanvikt i samband med de olympiska judotävlingarna 1972 i München.